# Supreme Commander
Supreme Commander (souvent raccourci en SupCom) est un jeu vidéo de stratégie en temps réel, conçu par Chris Taylor, aussi créateur de  Total Annihilation dont SupCom est la « suite spirituelle». Développé par Gas Powered Games (GPG) et édité par THQ, il est annoncé pour la première fois dans l'édition d'août 2005 du magazine PC Gamer. Le jeu est sorti sur PC dans certains pays d'Europe le 16 février 2007, en France le 23 février 2007 et en Amérique du Nord le 20 février. La même année, l'extension autonome Supreme Commander : Forged Alliance est accessible le 6 novembre. La suite, Supreme Commander 2, est disponible le 2 mars 2010. Actuellement, le jeu original Supreme Commander est joué via le client communautaire appelé Forged Alliance Forever qui a équilibré le jeu et offre une grande variété de mods communautaires.

## Synopsis
Dans un futur de colonisation spatiale, l'humanité s'est étendue à travers la galaxie via un réseau de portails quantiques. Ses colonies furent dirigées par l'Empire Terrien, jusqu'à ce que deux évènements ne provoquent son effondrement et l'apparition de trois nouvelles factions :
- Certains Symbions, cyborgs employés comme esclaves grâce à un programme d'asservissement, se rebellèrent et établirent la Nation Cybrane, avant de se lancer dans une guérilla pour libérer tous les Symbions[5].
- L'Humanité rencontra les Séraphimes, une race extraterrestre hautement avancée et hautement spirituelle, qui enseignèrent au colons leur philosophie appelée "La Voie" ; mais une faction d'officiers terriens xénophobes organisèrent leur génocide, ce qui conduisit à la créations des Illuminés Aeons, les colons humains qui se donnèrent pour mission de répandre par la force la Voie dans toute la galaxie[6].
- Après l'effondrement de l'Empire Terrien, une nouvelle faction émergea de ses cendres : la Fédération Terrienne Unie qui vise à réunifier militairement toute l'humanité sous l'égide de la Terre et ainsi à restaurer l'Empire Terrien[4].

Ces trois factions entrent en conflit, dans ce qui deviendra la Guerre Infinie, un guerre qui a duré près d'un millénaire, et au cours de laquelle chaque faction expérimenta ses propres problèmes :
- La Nation Cybrane est totalement surclassé par ses adversaires, que ce soit sur le nombre ou sur la puissance de feu.
- Les Illuminés Aeons, malgré ou peut-être à cause de leur marche victorieuse, subissent une violente lutte de pouvoir entre la Princesse et son Avatar de Guerre qui menace de tourner à la guerre civile.
- La Fédération Terrienne Unie voit ses forces beaucoup trop dispersées, et devient incapable de repousser les assauts de ses ennemis, en particulier ceux des Aeons.

Mais après mille ans de guerre, un moment décisif est sur le point de survenir, lors duquel sera déterminé le vainqueur définitif de cette guerre. Chaque camps a sa stratégie gagnante :
- La Nation Cybrane veut lancer un virus qui libérera tous les cyborgs asservis et désactivera les portails quantiques, empêchant ses ennemis de les traquer.
- Les Illuminés Aeons veulent faire fusionner leur Princesse avec le réseau quantique pour diffuser leur message instantanément à toute l'Humanité.
- La Fédération Terrienne Unie est en train de mettre au point son arme ultime, le Soleil Noir, qui lui permettra de pulvériser les planètes capitales des deux autres factions pour les contraindre à se rendre.

## Le jeu

### Système de jeu
Le jeu est basé sur le Commandeur. Ce robot géant bipède a la capacité d'ériger une base, d'améliorer les unités pour atteindre des niveaux de technologie plus élevés en vue de vaincre ses adversaires. Il a été créé par les différentes factions pour être téléporté via des portes quantiques à travers la galaxie. Le Commandeur et ses assistants sont les seules unités pilotées, les autres étant totalement robotisées. En mode campagne, sa destruction entraîne la perte immédiate de la partie contrairement à certaines missions d'escarmouche qui peuvent être réglées pour modifier les conditions de victoire et permettre notamment de continuer la partie même si le Commandeur a été vaincu. 
Les unités et structures sont réparties en quatre niveaux de technologies. Améliorer les structures et produire des robots-ingénieurs de niveaux supérieurs permet de produire des unités de plus en plus sophistiquées.
- Le niveau technologique 1 permet de produire des unités à faible coût.
- Le niveau technologique 2, outre une amélioration des unités d'assaut, permet de produire des défenses à très forte puissance d'arrêt.
- Le niveau technologique 3 permet de produire des unités offensives extrêmement puissantes capables de percer les bases les plus retranchées.
- Les unités « expérimentales » sont les unités les plus puissantes mais ont des coûts de productions prohibitifs.

Les unités et structures peuvent être construites et déployées sur la mer, sur la terre et dans les airs.

### Spécificités du jeu
Supreme Commander intègre un système de "zoom stratégique" qui permet au joueur, suivant la situation, d'alterner une vue détaillée et rapprochée d'une unité à une vue de l'ensemble de la carte, qui ressemble alors à une version plein écran de la mini-carte indiquant les unités individuelles par des icônes. Cette technologie a permis aux développeurs de créer des cartes pouvant atteindre 80 km x 80 km, les joueurs pouvant construire un millier d'unités chacun. 
Les développeurs ont voulu le jeu réaliste : les unités sont construites à l'échelle de ce qu'elles seraient dans le monde réel. Par exemple, les cuirassés sont plus petits que les sous-marins. Ce respect des proportions a des conséquences réalistes sur le champ de bataille : vers la fin du jeu, les plus grandes unités "expérimentales", comme le "Cybran Monkeylord", une énorme unité d'assaut en forme d'araignée, peuvent écraser les petites unités ennemies en les piétinant. Cette volonté de réalisme a été inspirée par l'épisode 1 de Star Wars, la Menace Fantôme.
De par l'univers du jeu qui est composé d'un nombre conséquent de planètes, les affrontements sur des théâtres qui vont de l’arctique au désert et tous les espaces de combat sont utilisés,,. 
Le principe des technologies émergentes dans la guerre moderne sont fréquemment utilisées dans Supreme Commander. Par exemple, la technologie furtive et les systèmes de défense contre les missiles tactiques et stratégiques apparaissent à un moment donné et peuvent être alors utilisés sur le champ de bataille.
Les développeurs ont introduit quelques nouveautés qui ont pour but de réduire la quantité de micro-gestion inhérente à de nombreux jeux RTS. Par exemple, en maintenant la touche shift appuyée, les ordres donnés à une unité (ou un groupe d'unités) sont mis en file d'attente. De cette manière, une unité peut recevoir l'ordre d'attaquer plusieurs cibles à la suite, ou de se rendre à toute vitesse à un point donné de la carte, puis d'attaquer vers un endroit précis en engageant tous les ennemis qu'elle rencontre en chemin. Une fois les ordres donnés, le fait de maintenir la touche shift permet d'afficher tous les ordres donnés sur la carte, où ils peuvent être modifiés ultérieurement pour tenir compte d'un changement de plan. En outre, lorsqu'une unité reçoit l'ordre d'attaquer une cible, le joueur peut donner l'ordre d'effectuer une attaque coordonnée à une autre unité. Cet ordre coordonne automatiquement l'heure d'arrivée des unités sur la cible en ajustant la vitesse des unités concernées.
Comme dans d'autres jeux RTS, les transports aériens peuvent être utilisés pour acheminer des unités vers des endroits précis. La spécificité de Supreme Commander réside dans le biais d'ordres de mise en file d'attente. En effet, un transport contenant plusieurs unités peut recevoir l'ordre pour déposer des unités données à des points de passage ultérieurs. Un transport aérien peut également être commandé pour créer une route de ferry, un pont aérien dans lequel toute unité terrestre commandée au départ de la route de ferry sera transportée par le transport aérien vers la destination spécifiée. La production d'une usine de fabrication peut être acheminée vers une route de ferry, ce qui fait que toutes les unités construites par cette usine sont automatiquement transportées vers la destination de la route. Des transports aériens supplémentaires peuvent être commandés pour assister une route de ferry existante permettant à de nombreuses unités d'être transportées efficacement.
Supreme Commander intègre aussi la fonction des formations d'unités : un groupe sélectionné d'unités peut recevoir l'ordre de prendre une formation précise qui peut être ajustée par le joueur. Cela lui permet de maintenir le contrôle tout en émettant un ordre de déplacement. De cette manière, un groupe d'unités se déplace en formation. Les unités en formation sont disposées de manière ingénieuse et optimale de façon que les unités les plus résistantes soient à l'avant, les unités à distance à l'arrière et les unités de boucliers et d'intelligence également réparties.
Dans une interview, Taylor souligne deux différences majeures avec Total Annihilation : Supreme Commander dépasse le concept du "pierre-papier-ciseau" et l'économie se gère en continu.

### Gestion des ressources
La FTU ayant développé les nanotechnologies et la réplication, seules l'énergie et la masse sont nécessaires.
En début de partie, ces ressources sont produites par des générateurs et des extracteurs ou en récupérant les ressources issues des arbres et de la masse sur des rochers et des unités accidentées disséminés sur la carte.
Il est aussi possible de transformer de l'énergie en masse grâce aux générateurs du même nom.
Des structures de stockage peuvent être produites car tout excédent est perdu.
Le positionnement des structures est tactique. En effet, un système de contiguïté permet à certaines structures de bénéficier d'une construction directement adjacente à d'autres. De cette manière, des structures consommatrices d'énergie utiliseront moins d'énergie si elles sont construites à côté de générateurs d'énergie et les générateurs d'énergie produiront plus d'énergie s'ils sont construits à côté de structures de stockage d'énergie. Il en va de même pour leurs équivalents de production de masse. De même, les usines consommeront moins d'énergie et de masse si elles sont construites à proximité de générateurs d'énergie et de fabricants/extracteurs de masse, respectivement. Cependant, en plaçant les structures côte à côte de cette manière, elles sont davantage vulnérables aux dommages collatéraux si une structure adjacente est détruite. De plus, la plupart des structures de production de ressources peuvent provoquer des réactions en chaîne lorsqu'elles sont détruites (en particulier les structures de niveau 3, qui produisent de grandes quantités de ressources mais ont souvent de grosses détonations qui peuvent anéantir une armée à proximité).

### L'IA
Supreme Commander propose un panel d'IA classique : "Facile" et "Normal" et "Difficile". Ce dernier a la particularité de comporter quatre variantes possibles. En "Facile", l'IA est programmée dans un ordre précis de trois étapes : envahir le joueur avec des hordes d'unités de bas niveau pour ensuite améliorer ses unités aussi vite que possible pour enfin attaquer le joueur avec des unités avancées. En mode "Normal" elle va tenter de trouver un équilibre entre l'attaque du début de jeu et l'amélioration des unités. L'IA "Difficile" dans sa variante la plus avancée fera le choix optimal possible en fonction de la carte.

### Mode Solo

#### Campagne
La campagne solo se compose de trois campagnes c'est-à-dire une pour chaque faction. Au total, le jeu offre dix-huit missions, six pour chaque faction. Le joueur incarne un commandant inexpérimenté qui joue un rôle clé dans la campagne de sa faction pour mettre fin à la "guerre infinie". 
Chaque mission évolue graduellement:
Le joueur commence avec une portion de carte et des objectifs simples. Une fois accomplis, la carte s'élargit parfois jusqu'au double voire au triple. A chaque avancée, le script assigne ensuite des objectifs supplémentaires. Certains sont obligatoires tandis que d'autres sont facultatifs. Des dialogues mis en scène, qui participent à l'immersion, viennent ponctuer les missions et introduisent la trame de fond de la campagne ou les futurs objectifs à accomplir.
De nouvelles unités font leur apparition au fur et à mesure des missions.
Ces dernières ont une durée d'en moyenne une heure et trente minutes.

#### Bataille
Il s'agit d'un mode de jeu permettant de se battre contre des adversaires gérés par l'ordinateur sur des cartes de votre choix.

### Mode Multijoueurs
Le mode coopératif est disponible.

### Les factions
Le jeu présente différentes factions. Chaque faction dispose d'unités différentes, surtout dans les niveaux technologiques les plus évolués ("expérimental"). Ces factions sont:
- Fédération Terrienne Unie : La FTU est la faction qui est née de l'effondrement de l'Empire Terrien. Son objectif est de rassembler l'espèce humaine sous un seul gouvernement. Elle est dirigée par le Président Allen Riley et la Générale Samantha Clark
- Aeons : Les Illuminés Aeons sont les adorateurs d'une race que l'on croyait disparue, les Séraphimes (voir ci-dessous), race pacifique dont la colonie fut détruite par des humains xénophobes. Les Aeons suivent leur religion, appelée 'la Voie' et sont déterminés à la répandre par tous les moyens, y compris par la force. Les Aeons sont dirigés par la Princesse Rhianne Burke et l'Avatar de Guerre Jaran Marxon.
- Nation Cybrane : Les Symbions sont des cerveaux humains qui ont fusionné avec des intelligences artificielles. Ils sont asservis par la FTU via un logiciel de loyauté et se font massacrer par les Aeons qui les considèrent comme des abominations. Cependant, certains d'entre eux ont réussi à s'échapper grâce au Dr Gustaf Brackman, leur créateur et le premier d'entre eux, qui se bat pour la libération de tous les Symbions et créa la Nation Cybrane. Cette dernière est dirigée par le Dr Gustaf Brackman et la Commandante Ivana Dostya.

Une nouvelle faction est introduite par l'extension Supreme Commander: Forged Alliance :
- Seraphimes : Ce sont des extraterrestres qui viennent d'un autre plan de l'espace et qui ont pu venir dans celui des trois autres factions à la suite du tir du « Black Sun ». Ils sont dirigés par le Maître de Guerre Seth-Iavow.

### Les cartes
Liste des cartes présentes dans le jeu original.

## Développement

### Concept
Le concepteur principal Chris Taylor considère que la majorité des jeux de stratégie modernes appartiennent davantage à des jeux de tactique en temps rée car ils fonctionnent à trop petite échelle,. Son leitmotiv en ce qui concerne Supreme Commander a été de développer un jeu axé sur la stratégie en raison de son échelle. De plus, Taylor a déclaré que la personnalisation du jeu était aussi l'un de ses buts, et que le jeu embarquerait les outils de l'équipe de développement si possible. Ce dernier objectif n'a pas été atteint mais des outils d'édition de cartes dans les fichiers du jeu ont été fournis aux joueurs. 

### Usage de nouvelles technologies
Supreme Commander utilise de manière intense deux technologies relativement peu utilisées dans les jeux vidéo avant sa sortie : le traitement multicœuret les écrans multiples. Lorsqu'il détecte un processeur multicœur, le jeu assigne une tâche spécifique, comme les calculs de l'IA, à un cœur précis, répartissant ainsi la charge de travail entre eux. Le jeu est l'un des premiers à prendre spécifiquement en charge les processeurs à deux et quatre cœurs. De ce fait, Supreme Commander est fortement dépendant de la puissance de traitement brute du CPU et est moins dépendant de la puissance de rendu de la carte graphique. En utilisant une carte graphique haut de gamme, le CPU peut générer un problème de goulot d'étranglement,.

### Dates de sortie
Le 6 février 2007, une démo est proposée au public. Elle se compose d'un didacticiel, d'une partie de la campagne solo et une carte d'escarmouche à deux joueurs appelée "Finn's Revenge" dans laquelle le joueur peut affronter une IA cybrane facile, moyenne ou difficile. Seule la nation cybrane est jouable. Le 17 juillet 2007, il a été annoncé que le jeu sortirait sur Steam. Taylor a fait allusion à une sortie sur console de septième génération dans "un avenir proche" qualifiant la Xbox 360 de "plateforme de choix".
Le jeu est sorti en France sur PC le 20 février 2007.
Le jeu est disponible en mai 2008 en version Xbox 360. L'adaptation, réalisée par le studio Hellbent Games, est éditée par Aspyr. Gas Powered Games supervisera la production afin que les développeurs chargés de l'adaptation profitent de leur expérience.

### Evolution du jeu
La version initiale du jeu au lancement est la 3189.
La première mise à jour corrective était la version 3217. Publiée peu après le lancement du jeu, elle incluait des modifications visant à ajuster et à équilibrer le jeu ainsi qu'un certain nombre de petites corrections de bugs. En outre, la prise en charge de la version Direct2Drive a été ajoutée ainsi qu'une version minimaliste de l'interface utilisateur.
La version 3220 sort le 5 mars 2007. Elle a notamment supprimé la vérification du disque SecuROM du jeu. Cela permet au joueur d'exécuter le jeu sans devoir avoir le DVD du jeu dans le lecteur. Cela est disponible pour toutes les versions du jeu sauf pour les polonaise, russe et chinoise qui en ont été exclues.
La version 3223 appelée " correctif à but spécifique " ne comprenait que des corrections de bugs.  
La mise à jour 3251 apporte un nombre de changements conséquents relatifs à l'équilibre entre les factions jouables. Une vue cartographique de la carte a également été introduite. 
Mis en ligne le 7 juin 2007, le correctif 3254 corrige des bugs apparus après la sortie de la version 3251. Quinze jours plus tard, la version 3255 résout un bug de désynchronisation des pairs qui pouvait être utilisé pour manipuler le système de classement (appelé exploit dans le jargon du jeu vidéo).
Le 30 juillet 2007, le patch 3260 est sorti. Il ajoute 3 nouvelles unités, des corrections de bugs et des ajustements divers. 
Le 8 octobre 2007, le correctif 3269 a été publié, comprenant une nouvelle unité pour chaque faction et des améliorations de la jouabilité.
Après la fin du support officiel par Gas Powered Games avec le patch 3280 en 2008 ainsi que la fermeture du support multijoueur GPGnet en 2012, la communauté du jeu (appelée Forged Alliance Forever, ou FAF, prolongeant le pack d'extension autonome Forged Alliance) a pris le relais concernant le support du jeu. Entre octobre 2011 à février 2018, FAF proposait un client multijoueur créé par la communauté ainsi qu'un serveur de remplacement en cours de développement. Enfin,FAF offrait un support continu de correction des bugs du jeu de base sous la forme de correctifs non officiels,.

### Bande-son
La bande-son officielle du jeu est la partition musicale de Supreme Commander. C'est Jeremy Soule qui l'a composée comme il a été celui qui écrit celle du prédécesseur spirituel du jeu, Total Annihilation. La musique a été disponible début 2007 sous forme d'album numérique sans DRM sur le label du compositeur DirectSong. Directement après la sortie de Forged Alliance en novembre 2007, des morceaux supplémentaires de l'extension ont été ajoutés à l'album et ont été mis gratuitement à la disposition des propriétaires de la version initiale de la bande originale.
Pour produire la bande sonore, Soule a préféré les synthétiseurs au lieu d'un orchestre traditionnel,. Comme pour Total Annihiliation, la musique jouée est en relation directe avec les événements à l'écran.
La bande-son a été évaluée positivement. Brian McVickar, de SoundtrackNet, lui a attribué 3,5 étoiles sur 5 et a affirmé que la bande-son offre " une bonne dose d'action" et " une énergie et un enthousiasme contagieux ". McVickar a également noté que les instruments synthétisés sonnent vrais. 
Un autre critique, Oliver Ittensohn de GSoundtracks, a attribué à la bande-son 4,5 étoiles sur 5, déclarant que "c'est une très belle partition et une grande réussite". Il a salué l'écriture orchestrale "thématique, riche et pleine d'action" de Soule ainsi que le niveau de détail impressionnant de la musique de synthèse. Ittensohn a également fait remarquer que la partition et la puissance de ses thèmes "parviennent à correspondre à l'échelle massive du jeu". 
Charles Onyett, de IGN, a également déclaré que la partition était "de premier ordre, mettant vraiment en avant la notion de conflit épique".
| Supreme Commander | Supreme Commander                                         | Supreme Commander | Supreme Commander | Supreme Commander | Supreme Commander | Supreme Commander | Supreme Commander | Supreme Commander | Supreme Commander |
| No                | Titre                                                     | Durée             |                   |                   |                   |                   |                   |                   |                   |
| ----------------- | --------------------------------------------------------- | ----------------- | ----------------- | ----------------- | ----------------- | ----------------- | ----------------- | ----------------- | ----------------- |
| 1.                | Bellum Infinitus (Thème de Supreme Commander)             | 1:23              |                   |                   |                   |                   |                   |                   |                   |
| 2.                | The Final Act Begins (Musique de la vidéo d'introduction) | 3:01              |                   |                   |                   |                   |                   |                   |                   |
| 3.                | An Old Idea Made New (Thème de l'UEF)                     | 2:31              |                   |                   |                   |                   |                   |                   |                   |
| 4.                | United Earth Federation (Thème de l'UEF)                  | 3:47              |                   |                   |                   |                   |                   |                   |                   |
| 5.                | Risk, Relief and Victory                                  | 6:24              |                   |                   |                   |                   |                   |                   |                   |
| 6.                | The Cybran Nation (Thème Cybran)                          | 2:23              |                   |                   |                   |                   |                   |                   |                   |
| 7.                | Symbiont Legion Rising (Thème Cybran)                     | 2:38              |                   |                   |                   |                   |                   |                   |                   |
| 8.                | Dead Grounds                                              | 2:14              |                   |                   |                   |                   |                   |                   |                   |
| 9.                | Employed Strategy                                         | 2:33              |                   |                   |                   |                   |                   |                   |                   |
| 10.               | The Winds of Change (Musique de bataille)                 | 2:00              |                   |                   |                   |                   |                   |                   |                   |
| 11.               | One Planet at a Time                                      | 3:08              |                   |                   |                   |                   |                   |                   |                   |
| 12.               | The Aeon Illuminat (Thème Aeon)                           | 2:22              |                   |                   |                   |                   |                   |                   |                   |
| 13.               | Followers of The Way (Thème Aeon)                         | 2:51              |                   |                   |                   |                   |                   |                   |                   |
| 14.               | Clash of the Champions (Musique de bataille)              | 3:23              |                   |                   |                   |                   |                   |                   |                   |
| 15.               | A Cloudy Path                                             | 2:10              |                   |                   |                   |                   |                   |                   |                   |
| 16.               | Enlightenment                                             | 2:45              |                   |                   |                   |                   |                   |                   |                   |
| 17.               | Massive Attack (Musique de bataille)                      | 5:25              |                   |                   |                   |                   |                   |                   |                   |
| 18.               | The Final Cataclysm (Musique de bataille)                 | 3:02              |                   |                   |                   |                   |                   |                   |                   |
| 19.               | There Will Be Peace (Musique de fin)                      | 1:27              |                   |                   |                   |                   |                   |                   |                   |
| 20.               | The Future Battlefield (Bande-annonce E3 2006)            | 3:47              |                   |                   |                   |                   |                   |                   |                   |
| 21.               | Build Music (Morceau bonus)                               | 1:49              |                   |                   |                   |                   |                   |                   |                   |
| 22.               | Battle Music (Morceau bonus)                              | 1:14              |                   |                   |                   |                   |                   |                   |                   |
| 23.               | The Tip of Our Spear (Morceau bonus)                      | 2:04              |                   |                   |                   |                   |                   |                   |                   |
| 64:09             |                                                           |                   |                   |                   |                   |                   |                   |                   |                   |

| Supreme Commander : Forged Alliance | Supreme Commander : Forged Alliance                                          | Supreme Commander : Forged Alliance | Supreme Commander : Forged Alliance | Supreme Commander : Forged Alliance | Supreme Commander : Forged Alliance | Supreme Commander : Forged Alliance | Supreme Commander : Forged Alliance | Supreme Commander : Forged Alliance | Supreme Commander : Forged Alliance |
| No                                  | Titre                                                                        | Durée                               |                                     |                                     |                                     |                                     |                                     |                                     |                                     |
| ----------------------------------- | ---------------------------------------------------------------------------- | ----------------------------------- | ----------------------------------- | ----------------------------------- | ----------------------------------- | ----------------------------------- | ----------------------------------- | ----------------------------------- | ----------------------------------- |
| 24.                                 | Visitors from the Quantum Realm (Thème de Supreme Commander Forged Alliance) | 3:01                                |                                     |                                     |                                     |                                     |                                     |                                     |                                     |
| 25.                                 | Colonial Defense Coalition                                                   | 1:09                                |                                     |                                     |                                     |                                     |                                     |                                     |                                     |
| 26.                                 | The Art of War                                                               | 2:16                                |                                     |                                     |                                     |                                     |                                     |                                     |                                     |
| 27.                                 | Rise of the Seraphim                                                         | 3:13                                |                                     |                                     |                                     |                                     |                                     |                                     |                                     |
| 28.                                 | Revenge is a Dish Best Served Cold (Thème Cybran)                            | 3:11                                |                                     |                                     |                                     |                                     |                                     |                                     |                                     |
| 29.                                 | Supreme Commander Reprise (Solo guitare de Jason Evigan)                     | 2:06                                |                                     |                                     |                                     |                                     |                                     |                                     |                                     |
| 30.                                 | Brackman's Strategy                                                          | 2:27                                |                                     |                                     |                                     |                                     |                                     |                                     |                                     |
| 31.                                 | Cybran Razors (Solo guitare de Jason Evigan)                                 | 2:05                                |                                     |                                     |                                     |                                     |                                     |                                     |                                     |
| 32.                                 | Aeon Aggressors                                                              | 2:29                                |                                     |                                     |                                     |                                     |                                     |                                     |                                     |
| 33.                                 | Rhiza's Offensive                                                            | 2:25                                |                                     |                                     |                                     |                                     |                                     |                                     |                                     |
| 34.                                 | Seth-Iavow's Inner Sanctum                                                   | 3:28                                |                                     |                                     |                                     |                                     |                                     |                                     |                                     |
| 35.                                 | An Approaching Darkness                                                      | 2:11                                |                                     |                                     |                                     |                                     |                                     |                                     |                                     |
| 36.                                 | Seraphim Unleashed                                                           | 2:05                                |                                     |                                     |                                     |                                     |                                     |                                     |                                     |
| 37.                                 | The Princess Seals the Deal (Thème de fin du jeu)                            | 0:57                                |                                     |                                     |                                     |                                     |                                     |                                     |                                     |
| 38.                                 | An Old Friend Returns                                                        | 0:33                                |                                     |                                     |                                     |                                     |                                     |                                     |                                     |
| 39.                                 | Supreme Commander Reprise (Sans guitare)                                     | 2:07                                |                                     |                                     |                                     |                                     |                                     |                                     |                                     |
| 40.                                 | Cybran Razors (Sans guitare)                                                 | 2:05                                |                                     |                                     |                                     |                                     |                                     |                                     |                                     |
| 38:01                               |                                                                              |                                     |                                     |                                     |                                     |                                     |                                     |                                     |                                     |

## Accueil

### Avant la sortie du jeu
Le public attendait impatiemment Supreme Commander. Les grands sites de jeux vidéo ont relayé de nombreuses informations en avant-première : GameSpot en a écrit dix-huit; IGN, huit; GameSpy, cinq et jeuxvideo.com, treize. La carte Seton's Clutch a été fréquemment proposée au public pour qu'il puisse se rendre compte du jeu dès septembre 2005. Cette bataille opposait l'UEF et le Cybran, mettant en scène un Monkeylord annihilant les chars de l'UEF. Supreme Commander a gagné plusieurs récompenses importantes avant sa sortie, toutes liées à l'E3, notamment le prix du meilleur jeu de stratégie de GameCriticsle prix du meilleur jeu PC à venir d'IGN, ainsi que d'autres récompenses de GameSpy, GameSpot, GamesRadar, Voodoo Extreme et 1UP.

### Après la sortie du jeu
Les critiques de Supreme Commander ont été positives : le jeu ayant obtenu un score de 86/100 sur Metacritic.
Dan Stapleton de PC Gamer a été élogieux à l'égard de la polyvalence du zoom stratégique et a exprimé son amertume si le prochain jeu du genre ne l'utiliserait pas. Il a aussi beaucoup apprécié le mode double écran. Il évalue positivement la conception des missions et reconnaît que le scénario est écrit d'une telle manière qu'il implique émotionnellement le joueur dans l'histoire. A contrario, quelques points ont été retirés en raison du manque général de diversité des types d'unités et de la configuration requise pour le jeu. Il a reçu un PC Gamer Editor's Choice Award avec un score de 91 %.
Pour Alec Meer d'Eurogamer loue les innovations telles que le support multi-moniteur et l'élément d'échelle. Cependant, il critique le fait qu'en se focalisant sur ces avancées technologiques spécifiques au jeu, les développeurs ont négligé les détails. Le jeu est noté 9/10.
IGN donne le même score à Supreme Commander tandis que le critique Charles Onyett lui attribue le prix du choix de la rédaction. Elle a apprécié le zoom stratégique ainsi que l'automatisation des bases qu'elle qualifie d'intuitifs et utiles. Elle constate, cependant, qu'il faut une configuration puissante ainsi que des problèmes de navigation des navires aient été qualifiés de moins attrayants de par leur pathfinding. Du cotéd d'IGN UK, la note 8,9/10 a été donnée et d'autres critiques sont exprimées. Martin Korda exprime une critique plus dure : il n'a pas trouvé l'interface révolutionnaire et trouve que la capacité de contrôler les éléments sur le champ de bataille est lacunaire.
C'est la critique de GamePro Australie qui a exprimé une controverse en donnant un avis négatif et une note de cinq sur dix. David Kvasnicka estime que Commander est trop ambitieux au regard de la puissance des machines de l'époque. En effet, même sur des systèmes haut de gamme, le FPS diminue de manière conséquente. Pour le critique, cela constitue un point négatif majeur qui affecte l'ensemble du jeu : il a été observé qu'il ralentissait progressivement au fil de la partie et que ce processus s'accélérait lorsque l'on utilisait la touche "shift". Pour lui, cela rend le jeu virtuellement injouable. La controverse avec les autres professionnels a été importante et a poussé deux sites de compilation de notes, Metacritic et GameRankings, à la retirer de leurs sites respectifs. Les développeurs ont été mécontents car cette critique, une des premières publiées, a fait fuir une partie du public.
Le critique allemand Heiko Klinge évalue le jeu à 82 sur 100. Il estime que la quantité d'apprentissage à acquérir en peu de temps est conséquente et cela tire la note vers le bas. Cependant, il exprime avoir apprécié la superficie des cartes. 
En France, Jeux PC évalue le titre à 17 sur 20. La critique s'axe sur les mauvaises performances sur les systèmes PC peu puissant tout en trouvant qu'il s'agit globalement d'un jeu de qualité. 
Sur le site néerlandais Gamer.nl, deux notes de 8/10 ont été données. L'ensemble des aspects du jeu ont été bien accueillis. C'est la rudesse de la courbe d'apprentissage qui a fait diminuer la note ainsi que l'effort important requis pour jouer. De ce fait, ils estiment que le jeu n'est pas accessible à l'ensemble du public.
| Supreme Commander     |      |        |
| Média                 | Pays | Notes  |
| Eurogamer             | US   | 9/10   |
| Gamekult              | FR   | 8/10   |
| GameSpot              | US   | 87 %   |
| IGN                   | US   | 90 %   |
| Jeuxvideo.com         | FR   | 16/20  |
| Joystick              | FR   | 8/10   |
| Compilations de notes |      |        |
| Metacritic            | US   | 86 %   |
| GameRankings          | US   | 87,5 % |

## Extensions

### Supreme Commander: Forged Alliance
Edité le 6 novembre 2007 par THQ, Supreme Commander : Forged Alliance est une extension de Supreme Commander qui fonctionne seule, c'est-à-dire qu'elle peut être utilisée de manière autonome, sans requérir le jeu principal. L'une des nouveautés particulièrement appréciées a été la nette amélioration des performances du jeu ainsi qu'une nouvelle faction.

#### Nouvelle faction: les Séraphimes
Une nouvelle faction fait son apparition : les Séraphimes. Cette espèce émerge d'une autre galaxie. Considérés comme éteints dans la campagne de Supreme Commander, ils ont pour ambition d'anéantir l'humanité pour se venger de l'extermination de leur population causée des êtres humains lors d'une colonisation. La particularité de cette faction est qu'elle est guidée par une croyance extrêmement similaire à celle de "La Voie" qui les empêche de nuire aux êtres sensibles. C'est pourquoi leurs commandeurs sont dirigés par des guerriers qui se sont désengagés de la Voie et sont ainsi devenus des machines à tuer insensibles. L'arrivée des séraphimes divise les Aeon en deux groupes : le premier reste loyal envers les séraphimes et le second veut empêcher la destruction des humains. Les Illuminés d'Aeon qui se réclament de l'humanité, l'UEF et les Cybrans forment une alliance contre l'ennemi commun et fonde l'Alliance Forgée. Elle est forgée dans le sang, l'acier et l'espoir. Elle est considérée comme la dernière chance d'éviter l'extermination de l'humanité par les Séraphimes.
Les bâtiments et les unités des séraphimes se caractérisent par un design ovale et asymétrique. A la différence des autres factions, leurs bâtiments possèdent généralement plus de points de vie et sont donc plus cher. Leurs unités expérimentales sont au nombre de trois. Tout d'abord, ils disposent d'une base de missiles particulièrement lourde ce qui inclut des missiles nucléaires ne peuvent être repoussés qu'avec au moins deux bases antimissiles. Secundo, au niveau aérien, ils s'appuient sur un bombardier géant qui largue des bombes stratégiques mais qui est particulièrement lent. Finalement, leur atout au niveau terrestre est un grand robot de combat bipède qui, une fois détruit, répand un éphémère champ d'énergie dangereux pour toute unité qui le traverse.

#### Apports et changements
Le jeu a été globalement accéléré. Ainsi, les unités les plus avancées ont été rendues moins cher (en particulier les unités expérimentales), mais en contrepartie, sont moins puissantes. Dans cette extension, les extracteurs de masse du premier niveau technologique sont les sources d'approvisionnement les plus rentables. Contrôler les filons de masse devient capital pour dominer le champ de bataille. Cela ajoute une nouvelle dimension géo-stratégique au jeu. 
Chaque faction a également reçu de nouvelles unités expérimentales. Les Cybrans disposent désormais d'un autre robot à plusieurs pattes appelé Megalith. Il est plus puissant que le Monkeylord. Il est capable de construire des unités jusqu'au niveau 3. L'UEF a reçu une base de contrôle des satellites qui place en orbite un satellite de défense qui ne peut pas être combattu directement mais qui est faible pour des opérations offensives.  Enfin, les Aeon ont inventé un générateur de ressources qui produit des ressources presque infiniment.

### Supreme Commander: Experimentals (abandonné)
La possibilité d'un deuxième pack d'extension a été exprimée le 20 novembre 2007 dans une lettre d'information officielle de Gas Powered Games. Chris Taylor a "laissé entendre" qu'il y aurait une deuxième extension pour Supreme Commander. Ce pack d'extension a ensuite été mentionné dans une interview de Chris Taylor le 11 janvier 2008. Chris Taylor a noté que Gas Powered Games avait "parlé" d'une deuxième extension, et que cette extension s'appellerait Supreme Commander : Experimentals. Le projet a depuis été abandonné.

### Supreme Commander 2
Supreme Commander 2 est la suite du jeu annoncée en novembre 2008 et sortie en mars 2010. Il a été développé dans le cadre d'un partenariat entre Gas Powered Games et Square Enix.

### Forged Alliance Forever
Forged Alliance Forever (aussi dénommé FAF) est un client multijoueur créé par la communauté et un remplacement de serveur grâce à un émulateur pour Supreme Commander : Forged Alliance. En outre, il offre un support étendu pour les mods et les cartes personnalisées. Enfin, la communauté a pu, grâce à ce client, faire progresser le jeu au niveau des graphismes, de l'équilibre et des mécanismes de jeu sous la forme de patchs non officiels,.

### Guides du jeu
- Bogenn, Tim, Supreme Commander Official Strategy Guide, Brady Games, 2007 (ISBN 978-0-7440-0895-1)
- Matthew Rorie, « Supreme Commander Game Guide », sur GameSpot, 23 février 2007 (consulté le 23 septembre 2022)